# نیک دی‌ماجیو
نیک دی‌ماجیو (انگلیسی: Nick DeMaggio؛ ۲۷ دسامبر ۱۸۹۰ – ۲۳ ژانویه ۱۹۸۱) تدوین‌گر اهل ایالات متحده آمریکا بود.
از فیلم‌هایی که وی در آن‌ها نقش داشته‌است، می‌توان به مخمصه، تندر در میانکوه، شب و شهر و جیب‌بر خیابان جنوبی اشاره نمود.